# Nume ale grecilor
Astăzi grecii își spun „eleni” (Έλληνες - ellenes), deși au fost cunoscuți sub diferite denumiri de-a lungul istoriei. Soldații greci  care au căzut în Bătălia de la Termopile din august 480 î.Hr. erau considerați „eleni“, protectori ai Hellas-ului. În perioada elenistică acest nume a ajuns să se refere la o persoană care îmbrățișa modul de viață și valorile grecești. În timpul lui Isus din Nazaret termenul și-a schimbat înțelesul, și orice persoană care nu era de rit iudaic era numită elen. Către sfârșitul Antichității, grecii își spuneau  romaioi, adică romani (după Edictul lui Caracalla din 212, practic toți grecii erau cetățeni romani). După convertirea la creștinism a Imperiului Roman de Răsărit, elen a ajuns să fie sinonim cu păgân, recăpătându-și sensul inițial național la începutul celui de-al doilea mileniu. Europenii occidentali folosesc numele de greci, iar perșii și turcii folosesc numele Yunan, adică ionieni. O formă unică și interesantă e aceea folosită în limba georgiană: grecii sunt numiți ბერძენი - „berdzeni”, denumire provenită din cuvântul georgian pentru „înțelept“, un nume datorat faptului că filozofia s-a născut în Grecia.
Fiecare eră istorică a fost însoțită de un nou nume național: fie complet nou, fie unul care anterior era marginalizat sau învechit, provenind din tradiție sau luat de la străini. Fiecare nume a avut semnificația sa, și toate pot fi folosite alternativ.

## Nume ale Greciei
În majoritatea limbilor europene și a limbilor care au preluat numele de la acestea, numele Greciei are o rădăcină comună „gr“. Aceasta provine de la Graecus din latină, care era și numele antic folosit de romani pentru greci:
| - engleză: Greece - franceză: Grèce - italiană: Grecia - germană: Griechenland - spaniolă: Grecia - portugheză: Grécia - olandeză: Griekenland - poloneză: Grecja - daneză: Grækenland - suedeză: Grekland | - islandeză: Grikkland - finlandeză: Kreikka - estonă: Kreeka - albaneză: Greqia - română: Grecia - catalană: Grècia - malteză: Greċja - maghiară: Görögország - slovacă: Grécko - slovenă: Grčija - letonă: Grieķija | - lituaniană: Graikija - cornică: Pow Grek - galeză: Groeg - irlandeză: An Ghréig - rusă: Греция (Greția) - ucraineană: Греція (Greția) - sârbă: Грчка (Grčka) - cehă: Řečko - bulgară: Гърция (Gărția) - japoneză: ギリシャ (Girișa) |

În limbile orientale, rădăcina comună este „un“. Aceasta provine probabil de la numele „ionian“, folosit pentru a desemna locuitorii coastei vestice a Anatoliei:
| - arabă: يونان (Yūnān) - armeană: Հունաստան (Hounastan) - hindi: युनान (Yunan) | - limba ebraică biblică: יָוָן (Iāvān) - ebraica modernă: יוון (Iavan) | - indoneziană: Yunani - siriacă: ܝܘܢܢ (Yunan) - turcă: Yunanistan |

Cea de-a treia rădăcină este „hl“, folosită în câteva limbi de pe glob, printre care și greaca:
| - greaca atică/Katharevousa: Ἑλλάς (Hellás) - greaca modernă: Ελλάδα (Elláda) | - norvegiană: Hellas - vietnameză: Hy Lạp | - chineză: 希腊 (Xila) - coreeană: 希臘 sau 희랍 (Huirap) |

## Ahei (Αχαιοί)
În Iliada lui Homer, forțele aliate grecești sunt denumite cu trei nume diferite: argivi (în greacă: Argeioi (Αργείοι)) (apare de 29 de ori în Iliada), danaani (Δαναοί) (apare de 138 de ori) și ahei (Αχαιοί) (apare de 598 de ori).
Argivi provine de la prima capitală a aheilor, Argos. Conține arg- însemnând strălucire sau lucitor, care a dat argyros (άργυρος însemnând argint), argos (αργός însemnând strălucire ) sau latinescul argentum. Danaani este numele primului trib care a dominat Peloponezul și regiunea din apropiere de Argos. Ahei este numele acelui trib care, împreună cu eolienii, a dominat pentru prima dată teritoriile grecești, având centrul la Micene.

## Eleni (Έλληνες)

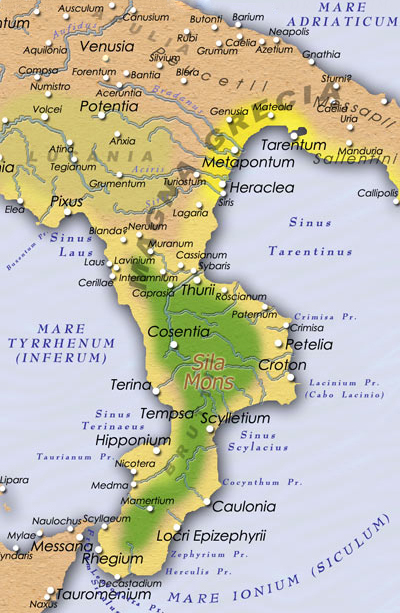
Principalele orașe grecești de după primul val de colonizare în Magna Graecia aproximativ în 280 î.Hr. După contactul cu acești coloniști, poate Graeci de origine dorică, numele de grec a apărut în Occident.

În perioada Războiului Troian, elenii erau un trib relativ mic dar puternic din Phtia, Tesalia, cu centrul în așezările din Alos, Alope, Trehine, și Argosul pelasgic. Mai multe etimologii au fost propuse pentru cuvântul elen, însă niciuna nu a fost pe deplin acceptată. Printre acestea se numără sal (a se ruga), ell (muntos) și sel (ilumina). Un studiu mai recent leagă numele de un oraș numit Hellas în apropiere de râul Spercheus, care și-a păstrat și astăzi numele.  Totuși, se știe cu siguranță că etnia elenă este legată de seli, înalții preoți din Dodona din Epir.
Ptolemeu a denumit Epirul "primul Hellas", iar Aristotel vorbește despre o catastrofă care a avut urmările cele mai grave "în anticul Hellas, între Dodona și râul Achelous […], țară ocupată de seli și graeci, cunoscuți mai târziu sub numele de eleni". Posibilitatea ca elenii să fi fost un trib din Epir care mai târziu au migrat către sud spre Phtya în Tesalia rămâne probabilă.
Eleni în sensul său mai larg apare pentru prima dată în scris într-o inscripție a lui Echembrotus, dedicată lui Heracles pentru victoria sa în Jocurile amfictonice, și se referă la cea de-a XLVIII-a Olimpiadă (584 î.Hr.). Cuvântul se pare că a apărut în secolul al VIII-lea î.Hr. odată cu Jocurile Olimpice, și a intrat permanent în uz până în secolul al V-lea î.Hr. După războaiele greco-persane, la Delphi o inscripție a fost dedicată victoriei și generalului Pausanias, conducătorul elenilor. Conștiința unității pan-elene a fost promovată de festivaluri religioase, cele mai importante, Misterele eleusine, în care inițiații trebuiau să vorbească greaca, și aproape la fel de important, prin participarea la cele patru Jocurile pan-elene—inclusiv Jocurile Olimpice—în care participanții erau recunoscuți prin afiliația tribală. Nici femeile, nici ne-grecii nu aveau voie să participe; excepțiile ocazionale de mai târziu, cum ar fi acea a împăratului Nero, au reprezentat un semnal al hegemoniei culturale romane.
Apariția genealogiilor mitologice, a descendențelor din personaje legendare, la mult timp după migrația efectivă către sud a celor patru grupuri tribale recunoscute de greci a influențat percepția asupra identității triburilor nordice. În conformitate cu cea mai întâlnită legendă, Hellen, fiul lui Deucalion și al Pyrrhei, a avut trei fii cu nimfa Orseis, Aeolus, Dorus, și Xuthus, fiecare fiind fondatorul unui trib primar al Hellasului, eolienii, dorienii, ahenii și ionieni. În perioada Războiului Troian, epiroții, molossii și macedonenii nu erau considerați eleni, această denumire fiind rezervată unui mic trib din Tesalia, din care făcea parte și Ahile. După ce numele a fost extins tuturor popoarelor de la sud de Muntele Olimp, i-a exclus în continuare pe acei de origine comună din nord. Un motiv pentru aceasta ar fi fost refuzul lor de a participa în războaiele greco-persane, considerate o problemă vitală pentru toți elenii; înainte de războaie, reprezentanți ai acestor triburi fuseseră acceptați la Jocurile Olimpice și au concurat alături de alți eleni. Tucidide îi numește pe acarnani, aetolieni, epiroți și macedoneni barbari, însă o face în sens strict lingvistic. Când oratorul atenian Demostene i-a numit pe macedoneni mai răi decât barbarii în cea de-a treia filipică îndreptată împotriva lui Filip al II-lea al Macedoniei, a făcut-o referitor la cultura pe care o aveau ca străini, neaderând la standardele elene potrivite, și nu și-a pus problema originii lor: "nu doar ne-grec, nici ne-înrudit cu grecii, ci nici măcar un barbar din vreun loc care ar putea fi numit cu onoare, ci un nenorocit de macedonean, de unde încă nu se poate cumpăra un sclav bun." Polybius, pe de altă parte, privește triburile din Hellasul occidental, Epir și Macedonia ca elene în fiecare privință.

### Elenii și barbarii
În secolele următoare, numele elen a căpătat un sens mai larg, denumind popoarele civilizate în general, în opoziție cu barbar care îi reprezenta pe cei necivilizați.
Triburile grecești, realizând că vorbeau o altă limbă decât vecinii lor, au folosit numele de "βάρβαρος" ("barbari") pentru a-i denumi, cu sensul de "vorbitor al unei limbi străine". Se crede că acest termen, βάρβαρος, este la origine onomatopeic: "bar-bar"—i.e. bâlbâială—posibil așa ar fi părut vorbirea popoarelor străine vorbitorilor de greacă. Acest lucru era adevărat și pentru egipteni, care, după Herodot, "îi numeau barbari pe toți aceia care vorbeau o limbă diferită", și mai târziu pentru slavi, care îi numeau pe germani nemec, însemnând "mut", ei înșiși numindu-se slověnski sau "oameni ai cuvântului". În piesa sa Păsările, Aristofan îl numește pe supraveghetorul analfabet un "barbar", care totuși le-a învățat pe păsări să vorbească. În cele din urmă, denumirea a căpătat o conotație negativă, și a fost de asemenea extinsă asupra întregului stil de viață al străinilor, ajungând în final să însemne "analfabet" sau "necivilizat" în general. Astfel "un om analfabet este de asemenea un barbar". În conformitate cu Dionysius din Halicarnas, un elen se deosebea de un barbar în patru moduri: limbaj rafinat, educație, religie și domnia legii. Educația greacă a ajuns să fie identificată cu aristocrația. Paul din Tarsus a considerat obligația sa să predice Evanghelia tuturor oamenilor, "eleni și barbari, înțelepți și proști".
Discriminarea între eleni și barbari a continuat până în secolul al IV-lea î.Hr. Euripide considera că elenii ar trebui să îi conducă pe barbari, deoarece primii erau meniți pentru libertate, iar ultimii pentru sclavie. Aristotel a ajuns la concluzia că "natura unui barbar și aceea a unui sclav este una și aceeași". Diferențele etnice s-au diminuat sub influența stoicilor, care separau natura de convenție, și considerau că toți oamenii erau egali în fața zeilor, și astfel prin natura lor nu pot fi inegali unul față de celălalt. În timp, elen a devenit, după Isocrate, o trăsătură a intelectului și nu a naționalității.
Cuceririle lui Alexandru cel Mare au consolidat influența greacă în Orient, prin extinderea culturii grecești în Asia și prin transformarea permanentă a educației și societății din acea regiune. Isocrate a declarat în discursul său Panegyricus: "Până acum, Atena a lăsat restul omenirii în urmă în gânduri și exprimare, așa încât elevii săi au ajuns profesorii lumii, iar ea a făcut numele de Hellas distinctiv nu de naționalitate, ci de intelect, iar titlul de elen o emblemă a educației, nu a originii comune." Civilizația elenistică reprezintă evoluția civilizației grecești clasice, de această dată deschisă întregii lumi. Analog, "elen" a evoluat de la un nume național reprezentând etnia greacă la un termen cultural, reprezentând pe oricine își ducea viața în conformitate cu standardele grecești.

## Greci (Γραικοί), Yunani (Ίωνες), și Yavan (יָוָן)

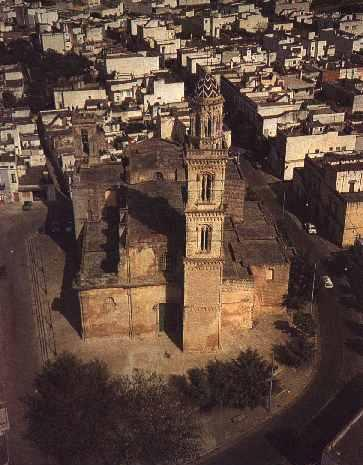
Soleto este unul din cele nouă orașe vorbitoare de limbă greacă din provincia Apulia, Italia. Locuitorii sunt descendenți ai primului val de coloniști greci din Italia și Sicilia în secolul al VIII-lea î.Hr. Dialectul vorbit provine din greaca dorică vorbită inițial de coloniști, însă a evoluat separat de greaca elenistică. Locuitorii acestor orașe se auto-numesc Grekos, din latinescul Graecus, și se consideră eleni.

Cuvântul românesc „grec” provine din latinescul Graecus, care la rândul său provine din grecescul Γραικός (Graikos), numele unui trib din Beoția care a migrat în Italia în secolul al VIII-lea î.Hr., și acesta este cuvântul după care elenii au fost cunoscuți în lumea occidentală. Homer, trecând în revistă forțele beoțiene în Catalogul navelor din  Iliada, a oferit prima referință cunoscută a unui oraș beoțian numit Graea, iar Pausanias menționează că Graea era numele vechiului oraș Tanagra. Cumae, un oraș aflat la vest de Neapolis (astăzi Neapole) și la sud de Rama a fost fondat de cymaei și chalkideni, precum și de graeani care, intrând în contact cu romanii, ar putea fi sursa denumirii tuturor triburilor elene graeci. Orașul italian modern Grai a fost de asemenea fondat în antichitate de către graeani.
Aristotel, cea mai veche sursă care menționează acest cuvânt, vorbește despre o catastrofă naturală în Epirul central, un ținut ai căror locuitori erau numiți de obicei γραικοί (Graecoi) și au fost mai târziu numiți eleni (Έλληνες). În mitologie, Graecus este un văr al lui Latinus, iar cuvântul pare înrudit cu γηραιός (geraius, bătrânii), titlul dat preoților din Dodona. Mai erau numiți și Σελλοί (Selloi)—demonstrând astfel legătura dintre cele două nume principale ale grecilor. Teoria principală asupra colonizării Italiei afirmă că o parte din locuitorii Epirului au traversat Dodona migrând către Phthia, devenind cunoscuți sub numele de eleni, tribul condus de Ahile la Troia. Populația rămasă în Epir s-a unit cu alte triburi care au sosit mai târziu, fără să își piardă numele. De acolo au mers către vest în Italia, înainte ca primul val de coloniști din secolul al VIII-lea î.Hr. să sosească în Sicilia și sudul Italiei.
Cum romanii încercau să domine toate sferele vieții publice - termenul „grec” a căpătat o conotație diferită. Horațiu l-a folosit cu admirație, Graecia capta ferum victorem cepit et artes intulit agresti Latio (Grecia înfrântă i-a cucerit pe învingători și a civilizat țăranii latini). Virgiliu însă a folosit expresia, Timeo Danaos et dona ferentis, cunoscută ca „teama de grecii care aduc daruri”. Cicero a dat lovitura de grație creând denumirea de Graeculi.
O denumire complet diferită a apărut în schimb în Orient. Popoarele antice din această regiune se refereau la eleni sub numele de Yunan, provenind din persanul Yauna, el însuși un împrumut din grecescul Ιωνία (Ionia), coasta de vest a Asiei mici. După cucerirea triburilor ionice de către perși spre sfârșitul secolului al VI-lea î.Hr., numele acestora a fost extins, înglobând toți elenii. Toate popoarele aflate în sfera de influență persană au adoptat această denumire, de aici provenind și numele sanskrit Yavana întâlnit în vechile surse sanskrite, apărând pentru prima oară în gramatica lui Pānini, și apoi referindu-se, împreună cu Yona, Yonaka în Pāli, la indo-greci. Denumirea Yunan este folosită în prezent în persană, arabă(يوناني), turcă, hindi (युनान), indoneziană și malaeză. Numele ebraic înrudit, Yavan sau Iavan (יָוָן), este folosit ca referire la Grecia  din perioada biblică și până  astăzi. Un personaj cu același nume, Iavan, apare și în Geneza 10:2.

## Când „elen“ înseamnă „păgân“
Odată cu instituționalizarea creștinismului în primele secole ale erei noastre, numele elen a ajuns să fie folosit cu sensul de "păgân", și și-a păstrat acest înțeles până la sfârșitul mileniului, timp în care Biserica creștină a jucat un rol important în cadrul acestei tranziții. Se crede că în urma contactului cu evreii creștini, unii creștini au ajuns să folosească elen pentru diferențierea religioasă. Evreii, asemenea grecilor, făceau o distincție între ei și străini, însă, spre deosebire de greci, pe criterii religioase și nu culturale.
Dominarea romană a grecilor a sporit prestigiul instituțiilor religioase rămase intacte. Primii creștini au adoptat o diferențiere religioasă a omenirii, iar sensul cuvântului elen ca atribut cultural a rămas marginalizat de elementul său religios, care în cele din urmă a înlocuit complet vechiul înțeles. Până la urmă, creștinii au ajuns să se refere la toți păgânii ca eleni.
Sfântul Pavel în Faptele apostolilor sale a folosit elen, aproape întotdeauna în asociere cu evreu, poate cu scopul de a denumi ambele comunități religioase. Elen este folosit pentru prima oară în sens religios în Noul Testament. În Evanghelia după Marcu 7:26, o femeie apare înaintea lui Iisus, îngenunchind în fața sa: "Femeia era elenă, sirofeniciană după naționalitate; și l-a rugat să izgonească demonii din fiica sa." Evoluția către un sens strict religios a fost lentă și a luat sfârșit aproximativ în secolul al II-lea sau al III-lea d.Hr. Politicianul atenian Aristeides i-a numit pe eleni ca unul dintre popoarele păgâne reprezentative ale lumii, alături de egipteni și de chaldeeni. Mai târziu, Clement din Alexandria menționează un scriitor creștin necunoscut care i-a numit pe toți de mai sus eleni și vorbește despre două națiuni vechi și una nouă: națiunea creștină.
Mai multe cărți din această perioadă demonstrează clar această schimbare semantică. Prima a fost poate Oratio ad Graecos al lui Tatian, terminată în 170 d.Hr., în care acesta critică credințele păgâne, pentru a o apăra pe cea creștină. Dintre operele ulterioare, cea mai importantă este Împotriva elenilor a lui Athanasius, intitulată inițial Împotriva păgânilor, după vechile manuscrise. Numele a fost schimbat într-o perioadă când elen își pierduse complet înțelesul său din antichitate. De aici încolo, acest termen a încetat să reprezinte un etnic grec sau un adept al culturii grecești, ci pe păgâni în general, indiferent de naționalitate. Încercarea împăratului Iulian de a restaura păgânismul a eșuat, și, după papa Grigore I, "lucrurile au evoluat în favoarea creștinismului, iar poziția elenilor s-a înrăutățit considerabil". O jumătate de secol mai târziu, creștinii protestau împotriva eparhului de Alexandria, pe care îl acuzau de a fi elen. Teodosie I a luat pentru prima oară măsuri oficiale împotriva păgânismului, însă reformele lui Iustinian sunt cele care au pornit persecuțiile pe scară largă. Corpus Juris Civilis conținea două statute care cereau eradicarea totală a elenismului, chiar și în viața civică, și au fost strict aplicate chiar și de oamenii aflați în funcții înalte. Suprimarea oficială a păgânismului a făcut din ne-creștini o amenințare publică, lucru care a influențat în continuare sensul cuvântului elen. Paradoxal, Tribonian, propriul jurist al lui Iustinian, era, după dicționarul Suda, un elen ( =păgân).

## Romani (Ρωμαίοι) și romioi (Ρωμιοί)

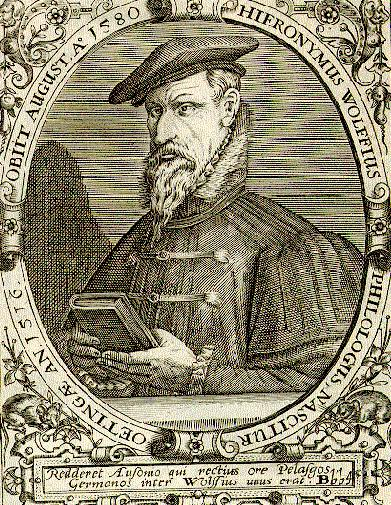
Hieronymus Wolf a fost un istoric german din secolul al XVI-lea. După ce a studiat lucrările lui Chalcondyles, a început studiul istoriei Imperiului Bizantin, în scopul separării istoriei Greciei medievale de cea romană.

Romani este numele politic sub care au fost cunoscuți grecii la sfârșitul antichității și în evul mediu. Numele se referea inițial la locuitorii orașului Roma din Italia, însă odată cu obținerea cetățenii romane de către greci, și-a pierdut legătura cu latinii. În 212, Constitutio Antoniniana a împăratului Caracalla oferea cetățenia romană tuturor oamenilor liberi din toate provinciile romane. Grecii, totuși, au transformat noul titlu politic primit (de romani) și au început să se auto-denumească romioi (romios/Ρωμιός la singular). Noua denumire a apărut pentru a stabili o identitate dualistă care să reprezinte atât cetățenia romană a grecilor, cât și moștenirea lor elenă în domeniul etniei, culturii și limbii. În general, cuvântul romios a ajuns să îi desemneze pe locuitorii greci ai Imperiului Bizantin. Este folosit chiar și astăzi (chiar dacă foarte rar), fiind cel mai popular nume național după elen.
Numele străin împrumutat avea inițial un sens mai mult politic decât național, mergând mână în mână cu ideologia universalizatoare romană care aspira la unirea tuturor națiunilor lumii sub un singur Dumnezeu adevărat. Până la începutul secolului al VII-lea, când Imperiul încă se întindea pe mari suprafețe și îngloba mai multe popoare, folosirea numelui roman indica întotdeauna cetățenia, și nu originea. Diferitele etnii își puteau folosi propriile etnonime sau toponime pentru a separa cetățenia de genealogie, motiv pentru care și istoricul Procopius preferă să îi numească pe bizantini Romani elenizați, în timp ce alți autori folosesc Romhelleni și Graecoromani, pentru a indica atât cetățenia cât și etnia. Invaziile lombarde și arabe din același secol au dus la pierderea majorităților provinciilor, inclusiv Italia și întreaga Asie, cu excepția Anatoliei. Teritoriile rămase erau în principal grecești, lucru care a transformat Imperiul într-o unitate politică mult mai coerentă, care și-a dezvoltat treptat o identitate proprie relativ puternică. Spre deosebire de secolele anterioare, se observă un naționalism evident în documentele bizantine către sfârșitul primului mileniu.
Eșecul bizantinilor de a-l proteja pe papă de lombarzi l-a obligat pe acesta să caute ajutor în altă parte. Cel care a răspuns apelului său a fost Pepin al II-lea al Aquitaniei, pe care l-a numit "Patrician", titlu ce a provocat un conflict serios. În 772, Roma a încetat comemorarea împăratului care a condus pentru prima oară de la Constantinopol, iar în 800 Carol cel Mare a fost încoronat împărat roman de însuși Papa, respingând astfel oficial faptul că bizantinii ar fi fost adevărații romani. În conformitate cu interpretarea francă a evenimentelor, papalitatea a transferat corespunzător  "autoritatea imperială romană de la greci la germani, în numele Măriei Sale, Carol". De atunci încolo, a pornit un război al numelor legat de Noua Romă în jurul drepturilor imperiale romane. Neputând nega existența unui împărat la Constantinopol, s-au mulțumit în a-l renega ca succesor al romanității, pe motivul că grecii nu au nicio legătură cu moștenirea romană. Papa Nicolae I i-a scris împăratului Mihail al III-lea, "Nu mai sunteți numit 'Împărat al Romanilor', deoarece romanii asupra cărora afirmați că sunteți împărat sunt, de fapt, după dumneavoastră, barbari."
De aici încolo, împăratul din Răsărit a fost cunoscut în Occident sub numele de Împărat al Grecilor, iar teritoriile stăpânite de acesta Imperiul Grec, lăsând ambele titluri "romane" regelui franc. Interesele ambelor părți erau mai mult simbolice; nu a apărut nicio pretenție teritorială, însă insulta simțită de bizantini arată cât de important devenise pentru ei numele de roman (ρωμαίος). De fapt, episcopul Liutprand de Cremona, un trimis al curții france, a fost închis pentru scurt timp la Constantinopol, pentru că nu s-a referit la împăratul roman cu titlul său potrivit. și ca represalii împotriva regelui său Otto I, care și-a numit statul Sfântul Imperiu Roman.
În timpul Imperiului Otoman, grecii erau numiți “rumi” de către turci. Grecii au preluat această denumire sub forma “romii”.

## Renașterea numelui „elen“

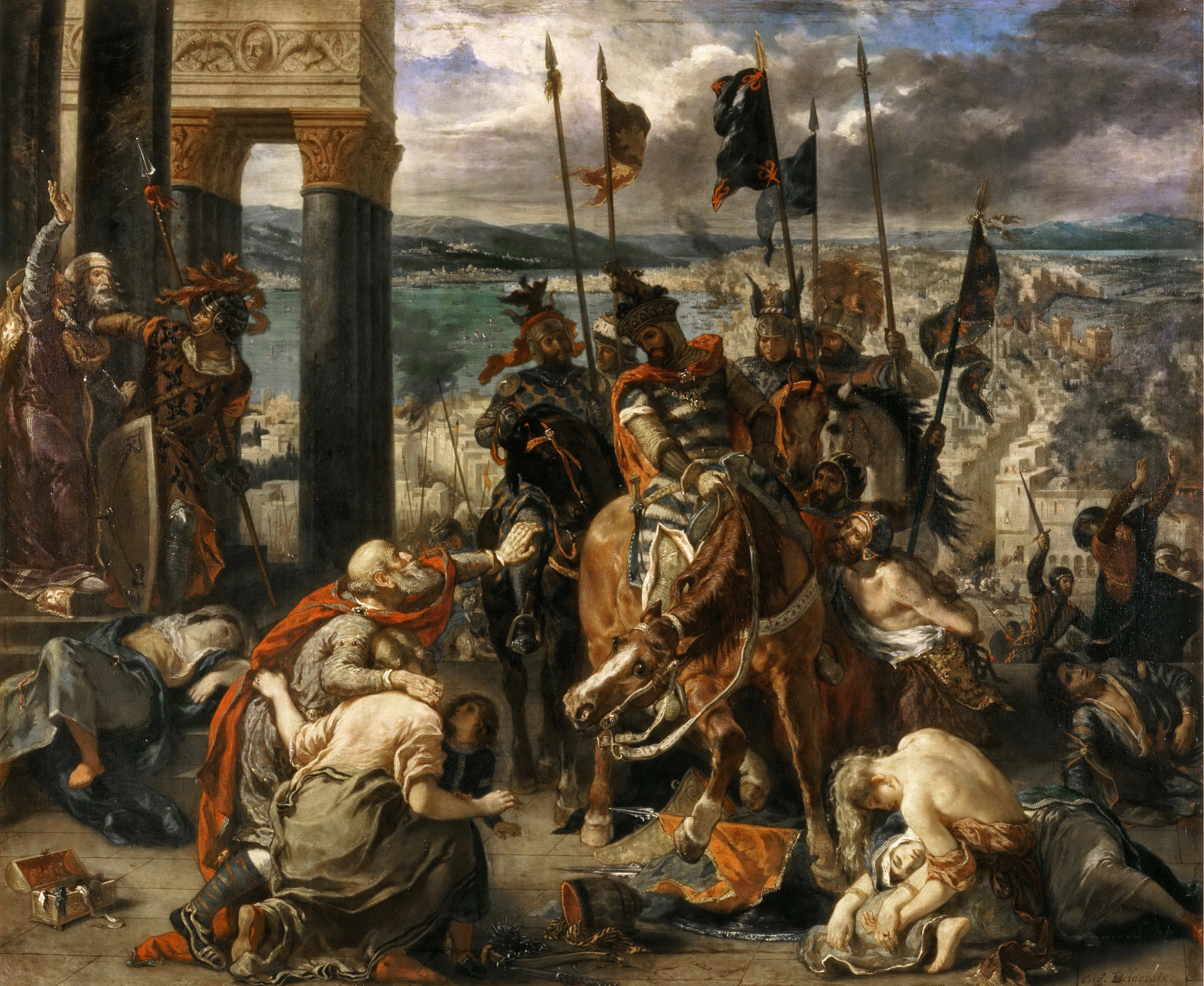
Intrarea cruciaților în Constantinopol, de Eugène Delacroix, 1840. Cucerirea Constantinopolului în 1204 a stimulat naționalismul grec și a creat o ură față de latini, care reiese foarte bine din documentele vremii.

Sensul secular al numelui elen a revenit în secolul al IX-lea, după ce păgânismul a fost eclipsat, nemaiconstituind o amenințare pentru creștinătate. Revenirea a urmat același traseu ca și dispariția. Numele își schimbase sensul de la o denominare națională în antichitate, la una culturală în perioada elenistică, la una religioasă la începuturile creștinătății. Odată cu dispariția păgânismului și sporirea importanței educației în Imperiul Bizantin, și-a recăpătat sensul său cultural, și, până în secolul al XI-lea, a revenit la sensul său inițial de "etnic grec", sinonim în acea perioadă cu "roman".
Începând cu secolul al XI-lea, relatările (aparținând Anei Comnena, lui Mihail Psellos, Ioan al III-lea Vatatzes, Gheorghe Pletho Gemistos și alții) demonstrează revenirea denumirei de elen (ca înlocuitor potențial pentru numele etnice precum Graekos și Romios). Ana Comnena, spre exemplu, îi numește pe contemporanii săi eleni, însă nu folosește acest cuvânt ca sinonim pentru păgân. Mai mult, se laudă cu educația sa clasică elenă, și vorbește ca o persoană de origine greacă, nu ca un străin care a învățat ulterior această limbă.
Refondarea Universității din Constantinopol în palatele Magnaura a promovat un interes în educație, în special în domeniul studiilor grecești. Patriarhul Photius era iritat de asta, deoarece "studiile elene sunt preferate lucrărilor spirituale". Mihail Psellus a considerat un compliment când împăratul Romanus al III-lea l-a lăudat pentru că a fost crescut într-o "manieră elenă" și o slăbiciune pentru împăratul Mihail al IV-lea care era complet lipsit de orice fel de educație elenă, în timp ce Ana Comnena afirma că "purtase studiul elinei pe cele mai înalte culmi". De asemenea, comentând asupra orfelinatului fondat de tatăl său, a afirmat că "s-ar putea vedea un latin învățat, și un scit studiind elina, și un roman lucrând cu texte eline, și un elen analfabet vorbind elina corect". În acest caz, s-a ajuns la un punct în care bizantinii erau romani la nivel politic dar greci prin origine. Eustathius din Salonic face o distincție în relatarea sa asupra căderii Constantinopolului în 1204, numindu-i colectiv pe invadatori "latini", înglobând toți adepții Bisericii romano-catolice și "eleni" pe populația dominantă a Imperiului.
După căderea Constantinopolului în fața cruciaților, naționalismul grec s-a accentuat. Nicetas Choniates a insistat asupra folosirii numelui "eleni", accentuând abuzurile "latinilor" împotriva "elenilor" din Peloponez, și cum râul Alfeios ar putea purta vestea până la barbarii din Sicilia, normanzii. Nicephorus Blemmydes s-a referit la împărații bizantini ca eleni, iar Teodor Alanias a scris într-o scrisoare fratelui său că "se poate ca patria să fi fost ocupată, însă Hellasul încă există în fiecare om înțelept". Al doilea împărat de Niceea, Ioan al III-lea Ducas Vatatzes, a scris într-o scrisoare adresată papei Grigore al IX-lea despre înțelepciunea care "inundă națiunea elenă". A reafirmat că transferul autorității imperiale de la Roma la Constantinopol fost național și nu geografic, și că prin urmare nu le aparține latinilor care au ocupat orașul: moștenirea lui Constantin a trecut în mâinile elenilor, și doar ei sunt succesorii ei legitimi. Fiul său, Teodor al II-lea Lascaris, era gata să slăvească numele grecesc cu o adevărată fervoare naționalistă. A afirmat că "rasa elenă se află deasupra tuteror celorlalte limbi" și că "fiecare fel de filozofie și formă de cunoaștere este o descoperire a elenilor... Ce aveți voi, italienii, de arătat?"
Evoluția numelui a fost lentă, iar numele de "roman" nu a fost înlocuit complet. Nicephorus Gregoras și-a numit lucrarea istorică Istorie romană. Împăratul Ioan al VI-lea Cantacuzenus, un mare adept al educației grecești, se referă întotdeauna în propriile memorii la bizantini ca "romani" însă totuși, într-o scrisoare trimisă de sultanul Egiptului, Nasser Hassan Ben Mohamed, se face referire la el ca "Împărat al elenilor, bulgarilor, sassanizilor, vlahilor, rușilor, alanilor" dar nu al "romanilor". în timpul următorului secol, Gheorghe Gemistus Plethon i-a arătat lui Constantin Paleologul că poporul în fruntea căruia se află sunt "eleni, așa cum indică naționalitatea și educația lor", în timp ce Laonicus Chalcondyles propunea înlocuirea completă a terminologiei "romane" cu una "greacă". Constantin Paleologul însuși a proclamat în cele din urmă Constantinopolul "refugiul creștinilor, speranța și încântarea tuturor elenilor"".

## Bizantini (Βυζαντινοί)
În perioada căderii Romei, majoritatea orientalilor se considerau creștini, și, mai mult decât înainte, se considerau romani. Deși poate nu își apreciau mai mult conducătorii, grecii nu se mai puteau considera aflați sub stăpânire străină, din partea latinilor din Italia. Cuvântul elen însuși ajunsese să însemne mai degrabă păgân decât o persoană de naționalitate sau cultură greacă. În schimb, cuvântul care îi denumea pe greci a ajuns să fie roman, cu sensul actual al cuvântului bizantin.
Denumirea "Imperiul Bizantin" a apărut în 1557, la aproximativ un secol de la căderea Constantinopolului, de istoricul german Hieronymus Wolf, care a introdus un sistem de istoriografie bizantină în opera sa pentru a separa istoria Romei antice de acea a Greciei medievale în opera sa Corpus Historiae Byzantinae. Mai apoi, mai mulți autori au adoptat terminologia sa, însă totuși aceasta a rămas relativ necunoscută. Când interesul pentru această perioadă a crescut, istoricii englezi au preferat să folosească terminologia romană (în special Edward Gibbon); în timp ce istoricii francezi au preferat numele de grec. Numele bizantin a reapărut la jumătatea secolului al XIX-lea, și de atunci s-a impus în istoriografie, chiar și în Grecia, în ciuda obiecțiilor din partea lui Constantin Paparregopoulus (influentul omolog grec al lui Gibbon) după care numele corect era Imperiul Grec. Puțini istorici greci au adoptat această terminologie în acea perioadă, dar a câștigat adepți în special în a doua jumătate a secolului XX.

## Continuitatea elenă și conștiința bizantină
"Bizantinii" nu se auto-numeau doar Romioi pentru a-și păstra atât cetățenia romană cât și vechea moștenire elenă. De fapt, majoritatea "bizantinilor" erau foarte conștienți de continuitatea neîntreruptă cu grecii antici. Chiar dacă grecii antici nu erau creștini, "bizantinii" tot îi priveau ca pe strămoșii lor. Un înlocuitor des întâlnit pentru numele elen altul decât romios era graekos (Γραίκος). Acesta era adesea folosit de  "bizantini" (împreună cu romios) pentru auto-identificare etnică.
Dovezile de folosire a numelui "graekos" au fost descoperite în lucrările lui Priscus, un istoric din secolul al V-lea d.Hr. Acesta a afirmat într-una din relatările sale că, aflat neoficial într-o ambasadă la curtea lui Attila, a întâlnit pe cineva îmbrăcat ca un scit însă care totuși vorbea greaca. Întrebat unde a învățat limba, acesta răspuns că era graekos prin naștere.
Mulți alți autori "bizantini" îi numesc pe locuitorii imperiului greci [graekoi] sau eleni, precum Constantin Porfirogenetul în secolul al X-lea. Relatările sale se referă la o revoltă a unui trib slav în provincia Patras din Peloponez. Constantin afirmă că slavii răsculați întâi au distrus locuințele vecinilor lor, grecii (ton Graikon), și apoi i-au atacat pe locuitorii orașului Patras.
În general, continuitatea elenă antică a fost evidentă pe parcursul întregii istorii a Imperiului Roman de Răsărit. "Bizantinii" nu erau doar o populație creștin-ortodoxă care se auto-numeau "romani". Deși foloseau acest nume în scopuri legale și administrative, aveau alte denumiri pentru a se diferenția din punct de vedere etnic. Pe scurt, locuitorii greci ai Imperiului Roman de Răsărit erau foarte conștienți de moștenirea lor elenă, și și-au păstrat identitatea, adaptându-se în același timp la schimbările apărute în lume în acea perioadă.

## Disputa întreelen,roman, șigrec
După prăbușirea Imperiului Bizantin și în timpul ocupației otomane, o luptă ideologică înverșunată s-a desfășurat legată de cele trei nume naționale rivale ale grecilor. Această luptă s-a potolit după Războiul grec de independență, și s-a rezolvat definitiv în secolul XX după pierderea Asiei mici în fața turcilor.
Lupta a reflectat punctele de vedere divergente între istoricii clasiciști și medievaliști (katharevousa și demotici) în încercarea lor de a defini națiunea greacă, în absența Imperiului Bizantin care să încurajeze mișcarea. Numirea unei persoane de origine greacă elenă era bine stabilită încă de la sfârșitul evului mediu. Totuși, pentru cea mai mare parte a populației, în special cei din zonele rurale, departe de centrele urbane, percepția dominantă era încă acea de romani/romios, descendenți ai Imperiului Bizantin. Istoricul Rigas Feraios i-a chemat pe  "bulgari și arvaniți, armeni și romani" să se ridice sub arme împotriva otomanilor. Generalul Makrygiannis își amintește de un prieten care îl întrebase: "Ce spui, romanul e departe? Trebuie să ne culcăm cu turcii și să ne trezim cu romanii?"
Grec (Γραικός) era cel mai nepopular dintre cele trei denumiri, însă totuși a primit o atenție disproporționat de mare față de cât de folosit era. Adamantios Korais, un cunoscut clasicist grec, și-a justificat alegerea în 'Un dialog între doi greci: „Strămoșii noștri obișnuiau să-și zică greci, însă apoi au adoptat numele de eleni după un grec care și-a spus el însuși elen. Unul dintre cele două de mai sus, prin urmare, este numele nostru adevărat. Am ales «Grecia» deoarece așa ne numesc toate națiunile dezvoltate ale Europei“. Pentru Korais, elenii sunt locuitorii pre-creștini ai Greciei.
Absența unui stat bizantin a dus în timp la marginalizarea numelui roman și a permis celui elen să reiasă la suprafață (Έλλην) ca numele național principal. Dionysius Pyrrus cere folosirea exclusivă a numelui elen în Cheiragogia sa : „Niciodată să nu doriți să vă ziceți romani, ci eleni, pentru că romanii din Roma antică au înrobit și distrus Hellasul“. După acceptarea numelui de către conducerea spirituală și politică a țării, s-a răspândit repede în rândurile populației, în special în urma războiului grec de independență unde numeroși conducători au diferențiat romanii leneși de elenii răsculați.  Generalul Theodoros Kolokotronis în special se adresa întotdeauna trupelor sale revoluționare cu numele de eleni și purta întotdeauna un coif în stilul Greciei antice.
Generalul Makrygiannis vorbește despre un preot care își făcea datoria în fața "romanilor" (civili) însă în secret îi spiona pe "eleni" (combatanți). „Roman“ a ajuns aproape să fie asociat cu pasivitatea și sclavia, iar "elen" a readus amintirea gloriei antice și a luptei pentru liberate. Istoricul din acea perioadă Ambrosius Phrantzes scrie că la predarea autorităților turcești și a coloniștilor de la Xylokastro în fața armatei grecești, strigătele lor de sfidare ar fi dus la masacrarea lor de către mulțimea furioasă: „Se adresau neimportanților eleni ca 'romani'. Era ca și cum i-ar fi numit 'sclavi'! Elenii nesuportând să audă acest cuvânt, deoarece le amintea de situația lor și de finalitatea tiraniei...“
Cetățenii noului stat independent au fost numiți „eleni“, făcând legătura cu Grecia antică cât se poate de clară. Acest lucru, la rândul său, a dus la o fixare asupra antichității și la o neglijare a altor perioade din istorie, în special a Imperiului Bizantin. Tendința clasicistă a fost repede contrabalansată de Marea idee greacă ce căuta recucerirea Constantinopolului și restaurarea Imperiului Bizantin pentru toți grecii. După cum a proclamat ministrul afacerilor externe în fața Parlamentului în 1844, „Regatul Greciei nu e Grecia; este doar o mică parte a ei, o mică și săracă parte a Greciei... Sunt două mari centre ale elenismului. Atena este capitala Regatului. Constantinopol este marea capitală, Orașul, visul și speranța tuturor grecilor“.